# Єнс Густафссон
Єнс Густафссон (швед. Jens Gustafsson, нар. 15 жовтня 1978, Гельсінгборг) — шведський футболіст, що грав на позиції захисника. По завершенні ігрової кар'єри — тренер. З 2022 року очолює тренерський штаб польського клубу «Погонь» (Щецин).

## Ігрова кар'єра
Народився 15 жовтня 1978 року в Гельсінгборзі. Вихованець юнацьких команд місцевого однойменного клубу.
У дорослому футболі дебютував 2001 року виступами за команду «Браге» у друголіговому Супереттані, в якій того року взяв участь у 27 матчах чемпіонату. 
Протягом 2002 року захищав кольори клубу «Гегаборг» у третьому шведському дивізіоні.
2003 року приєднався до клубу «Фалькенбергс ФФ», за який відіграв настпні сім сезонів у другому дивізіоні. Більшість часу, проведеного у складі «Фалькенберга», був основним гравцем команди. Завершив професійну кар'єру футболіста у 2009 році.

## Кар'єра тренера
Розпочав тренерську кар'єру невдовзі по завершенні кар'єри гравця, 2010 року як тренер молодіжної команди «Гальмстада». Вже наступного року очолив тренерський штаб його головної команди, з якою працював до 2014 року.
2015 року був помічником головного тренера молодіжної збірної Швеції, а наступного року працював на аналогічній посаді у тренерському штабі клубу АІК.
Протягом 2016–2020 років тренував «Норрчепінг», після чого протягом частини 2021 року був головним тренером хорватського «Хайдука» (Спліт).
Протягом частини 2022 року знову працював із щведською молодіжкою, вже як головний тренер, після чого прийняв пропозицію очолити тренерський штаб польської команди «Погонь» (Щецин).

## Досягнення
- Володар Кубка Швеції:

«Геккен»: 2024-25